# Fort Richardson (Texas)
Pour les articles homonymes, voir Fort Richardson.
Fort Richardson est un ancien poste militaire de la United States Army établi le 26 novembre 1867 près de la ville actuelle de Jacksboro au Texas.
Nommé en l'honneur du major général Israel Bush Richardson, le fort était destiné à contrôler les Amérindiens hostiles de la région, notamment les Comanches et Kiowas, et faisait partie d'un système de défense de la frontière s'étendant d'El Paso à la rivière Rouge. Il a été abandonné le 22 mai 1878.
Le site a été désigné National Historic Landmark en 1963.